# Храдок
Храдок (слч. Hrádok) насељено је мјесто са административним статусом сеоске општине (слч. obec) у округу Ново Место на Ваху, у Тренчинском крају, Словачка Република.

## Становништво
| Година:    | 1994. | 2004.   | 2014.    | 2024.    |
| ---------- | ----- | ------- | -------- | -------- |
| Број људи: | 642   | 596     | 711      | 784      |
| Разлика:   |       | -7,16 % | +19,29 % | +10,26 % |

| Година:    | 2023. | 2024.   |
| ---------- | ----- | ------- |
| Број људи: | 770   | 784     |
| Разлика:   |       | +1,81 % |

Према подацима о броју становника из 2024. године насеље је имало 784 становника.